# Colonia Lázaro Cárdenas, Villanueva
Colonia Lázaro Cárdenas är en ort i Mexiko.   Den ligger i kommunen Villanueva och delstaten Zacatecas, i den centrala delen av landet, 500 km nordväst om huvudstaden Mexico City. Colonia Lázaro Cárdenas ligger 2 099 meter över havet och antalet invånare är 102.
Terrängen runt Colonia Lázaro Cárdenas är huvudsakligen kuperad, men åt nordost är den platt. Runt Colonia Lázaro Cárdenas är det glesbefolkat, med 12 invånare per kvadratkilometer. Närmaste större samhälle är El Jagüey, 7,6 km norr om Colonia Lázaro Cárdenas. Trakten runt Colonia Lázaro Cárdenas består i huvudsak av gräsmarker.